# Carl Oskar Bøe Andersen
Carl Oskar Bøe Andersen (Sandefjord, 30 marzo 1972) è un ex hockeista su ghiaccio norvegese.

## Biografia
Difensore molto fisico e dotato di un buon tiro, sebbene non molto veloce, in carriera ha giocato nella massima serie norvegese con le maglie di Storhamar Ishockey (in più riprese: dall'esordio nel 1990 fino al 1995, poi nella stagione 1996-1997 e dal 1999 a fine carriera, vincendo domplessivamente tre titoli nazionali) e Spektrum Flyers (1995-1996). Ha giocato anche nella seconda serie tedesca con la maglia dell'ERC Ingolstadt (1997-1999).
Con la maglia della nazionale norvegese ha preso parte a quattro edizioni del mondiale (1994, 1995, 1997 e 1999) e ad una del mondiale di gruppo B (1998).
Anche il figlio Ole Einar Engeland Andersen è un giocatore di hockey su ghiaccio professionista.

## Palmarès
- Campionato norvegese: 3

Storhamar: 1994-1995, 1996-1997, 1999-2000